# Prostiboř (zámek)
Prostiboř (též Kopec) je zřícenina hradu přestavěného na zámek nad vesnicí Kopec nedaleko Prostiboře v okrese Tachov. Stojí na ostrožně nad Úhlavkou v nadmořské výšce okolo 430 m. Od roku 1964 je chráněn jako kulturní památka.

## Historie

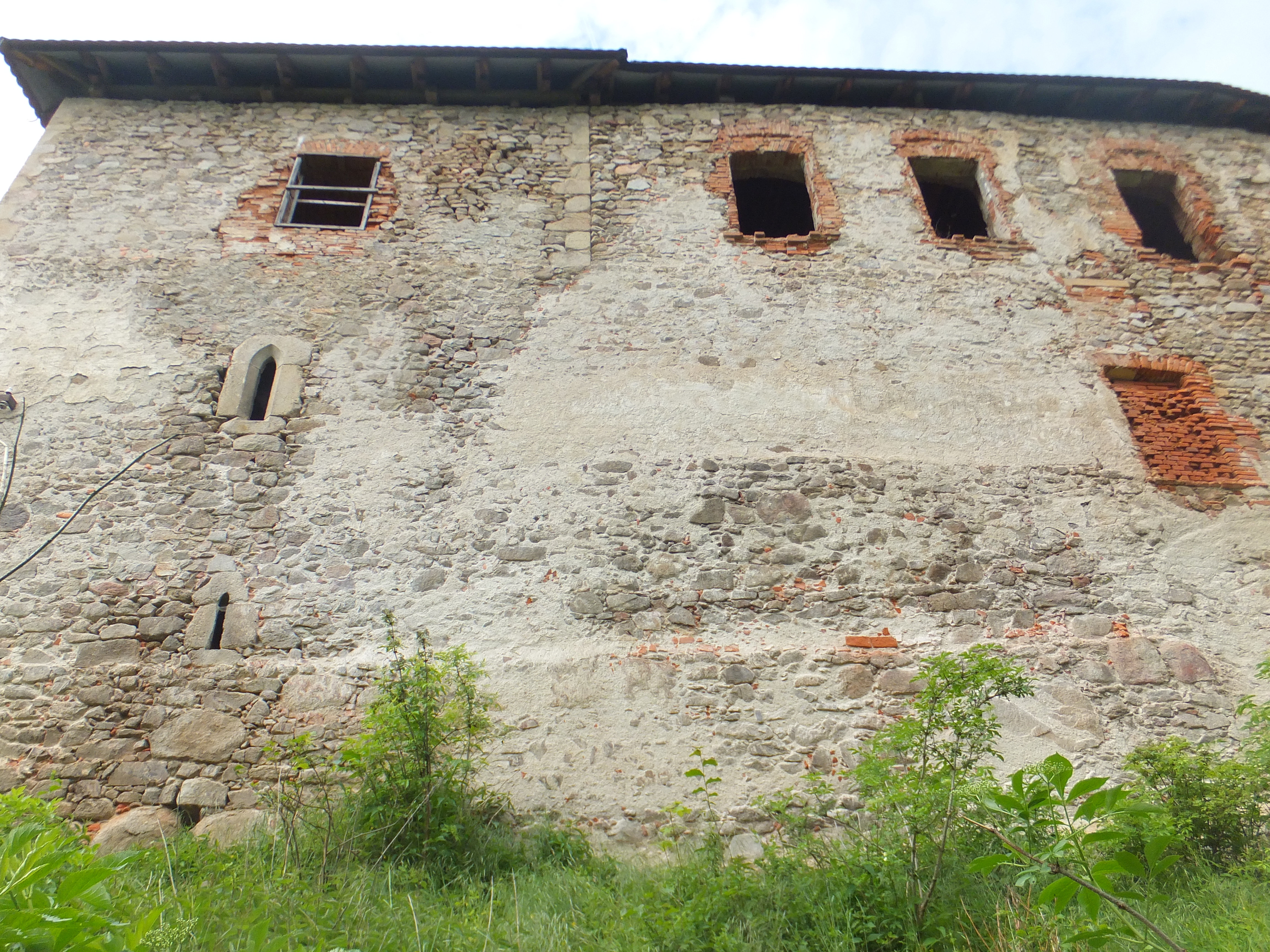
Východní průčelí s gotickými okénky

Hrad je poprvé nepřímo zmíněn v roce 1235 v predikátu Radoslava z Prostiboře, ale další zprávy pochází až z roku 1333. Během 14. století byl přestavěn. V roce 1372 Racek z Prostiboře hrad prodal kladrubskému klášteru, který ho brzy zastavil do šlechtických rukou. V roce 1402 (nebo 1403) byl několik měsíců obléhán královským vojskem. Na počátku 15. století se v držení hradu vystřídalo několik šlechticů a v roce 1421 byl dobyt husity. Po skončení husitských válek hrad získali páni z Vrtby a na začátku 16. století pánové z Ronšperka. Interiéry hradu byly upraveny během 16. století a další úpravy proběhly v 18. století.

## Stavební podoba
Původní podobou hrad patřil mezi hrady bergfritového typu a jeho palác se nacházel pravděpodobně na severní straně nádvoří. Bergfrit v čele byl zcela zbourán v roce 1799 během klasicistních úprav. Z gotického hradu se dochovala čelní zeď a přiléhající palácová křídla na východní a západní straně. Na počátku 16. století bylo postaveno jižní křídlo, v jehož patře byly objeveny fresky z doby, kde hrad patřil pánům z Ronšperka (1513–1537). Fresky byly přeneseny na zámek do Horšovského Týna. Během barokních úprav byly oba boční paláce protaženy směrem k severu a v první polovině 18. století také vznikla kolem nádvoří pavlač nesená segmentovými oblouky s chodbou v přízemí.